# Tijdlimiet
Tijdlimiet is een komisch horrorverhaal geschreven door de Amerikaan Richard Matheson in 1959. De Nederlandse vertaling verscheen in de serie Bruna FeH in 1976 in de bundel met de titel Nat stro en andere griezelverhalen.

## Het verhaal
Huisarts Bull en zijn zwangere vrouw Ruth willen genieten van een feestelijke oudjaarsavond 1959, als Bill wordt weggeroepen voor een spoedgeval. Aan de andere kant van de stad ligt een man op sterven en de conciërge van flatgebouw heeft gebeld. Eenmaal daar aangekomen treft Bill een man aan, die er weliswaar oud uitziet, maar gezond oogt. Bill vraagt naar zijn naam, maar het antwoord gaat verloren in hoesten en proesten. Op zijn vraag hoe oud de man is, komt de reactie: 1 jaar. Hij is geboren op 31 december 1958. De oude man vertelt verder over zijn snelle leven. Hij was er pas onlangs achter gekomen, waarom hij al zo oud is. Het maakt onderdeel uit van de overlevering, dat bij de jaarwisseling een oude man dood gaat en een nieuwe wordt geboren. De man overlijdt vervolgens klokslag 12 uur ’s nachts.
Bill rijdt vervolgens naar huis en hoort vervolgens, dat de festiviteiten zijn verlegd naar het ziekenhuis. Zijn zoon is om 0.00 1 januari 1960 geboren.